# MVP de las Finales de la NBA G League
El NBA Development League Finals Most Valuable Player Award (Premio al Mejor Jugador de las Finales de la NBA Development League) es un galardón anual otorgado por la NBA Development League desde la temporada 2014-15 al mejor jugador de las series por el título de campeón de la liga. Elliot Williams de los Santa Cruz Warriors fue el primer jugador galardonado tras la victoria de su equipo en las finales de 2015 ante Fort Wayne Mad Ants.

## Ganadores
|  | Denota jugador que también ganó el MVP de la temporada regular ese año. |

| Temporada | Jugador                                               | Pos.                                                  | Nacionalidad                                          | Equipo                                                | Ref.                                                  |
| --------- | ----------------------------------------------------- | ----------------------------------------------------- | ----------------------------------------------------- | ----------------------------------------------------- | ----------------------------------------------------- |
| 2015      | Elliot Williams                                       | Base                                                  | Estados Unidos                                        | Santa Cruz Warriors                                   | [ 3 ]                                                 |
| 2016      | Jarnell Stokes                                        | Alero                                                 | Estados Unidos                                        | Sioux Falls Skyforce                                  | [ 4 ]                                                 |
| 2017      | Pascal Siakam                                         | Alero                                                 | Camerún                                               | Raptors 905                                           | [ 5 ]                                                 |
| 2018      | Nick Johnson                                          | Base                                                  | Estados Unidos                                        | Austin Spurs                                          | [ 6 ]                                                 |
| 2018–19   | Isaiah Hartenstein                                    | Alero                                                 | Alemania / Estados Unidos                             | Rio Grande Valley Vipers                              | [ 7 ]                                                 |
| 2019–20   | Temporada suspendida debido a la pandemia de COVID-19 | Temporada suspendida debido a la pandemia de COVID-19 | Temporada suspendida debido a la pandemia de COVID-19 | Temporada suspendida debido a la pandemia de COVID-19 | Temporada suspendida debido a la pandemia de COVID-19 |
| 2020–21   | Devin Cannady                                         | Base                                                  | Estados Unidos                                        | Lakeland Magic                                        | [ 8 ]                                                 |
| 2021–22   | Trevelin Queen                                        | Escolta                                               | Estados Unidos                                        | Rio Grande Valley Vipers                              | [ 9 ]                                                 |
| 2022–23   | Jaden Springer                                        | Base                                                  | Estados Unidos                                        | Delaware Blue Coats                                   | [ 10 ]                                                |
| 2023–24   | Ousmane Dieng                                         | Alero                                                 | Francia                                               | Oklahoma City Blue                                    | [ 11 ]                                                |